# Marista
Marista era una ciutat situada a l'est (lleugerament al sud-est) d'Hattusa, a la Terra Alta Hitita.
Els kashka de la ciutat de Pishuru al començar el segle xiii aC van ocupar les ciutats hitites de Ishupitta i Daistipassa, des on van conquerir Landa, Marista i algunes ciutats fortificades dels hitites. L'enemic va travessar el riu Marasanta i van atacar territori hitita. Muwatal·lis II va cridar al seu germà Hattusilis (després Hattusilis III), li va donar tropes i carros de guerra, i amb tropes auxiliars va reconquerir aquelles ciutats. Diu que les ciutats de Karahna i Marista eren la frontera amb els kashka. Muwatal·lis va entregar al seu germà una sèrie de ciutats d'aquell territori, i va fundar el regne d'Hakpis, per establir un punt de defensa important davant dels freqüents atacs dels kashka.